# Задняя (Вашкинский район)
Задняя — деревня в Вашкинском районе Вологодской области.
Входит в состав Киснемского сельского поселения, с точки зрения административно-территориального деления — в Киснемский сельсовет.
Расстояние по автодороге до районного центра Липина Бора — 14 км, до центра муниципального образования села Троицкое — 12 км. Ближайшие населённые пункты — Грикшино, Киуй, Средняя.
По переписи 2002 года население — 41 человек (21 мужчина, 20 женщин). Всё население — русские.